# Дампир (пролив, Папуа — Новая Гвинея)
Дампир (англ. Dampier Strait) — пролив в Тихом океане, разделяющий острова Умбой и Новая Британия в составе Папуа — Новой Гвинеи. Связывает море Бисмарка, расположенное к северу от пролива, с Соломоновым морем, расположенным к югу. Пролив назван в честь первого европейца, который проплыл через него: британского путешественника Уильяма Дампира, который открыл пролив в 1700 году.
После аннулирования британским правительством в 1883 году аннексии острова Новая Гвинея восточнее 141 градуса восточной долготы колониальным правительством Квинсленда, в 1884 году северная часть острова от границы с голландской колонией до пролива Дампир была аннексирована Германской империей.
С началом Первой мировой войны в 1914 году австралийские войска захватили германские владения, в том числе архипелаг Бисмарка и Германскую Новую Гвинею. По Версальскому мирному договору эти территории были преобразованы в мандат Лиги наций под административным управлением Австралии.
8 марта 1942 года в городах Лаэ и Саламауа на берегу залива Юон высадились японские военные, взявшие под контроль проливы Дампир и Витязь.. В декабре 1943 года на острове Новая Британия высадились американские военные, взявшие также под контроль пролив Дампир. В настоящее время пролив является территорией Папуа — Новой Гвинеи.